# Jean-Claude Carrière
Jean-Claude Carrière (n. 17 septembrie 1931, Colombières, communauté de communes du Minervois au Caroux⁠(d), Franța – d. 8 februarie 2021, Paris, Métropole du Grand Paris, Franța) a fost un scenarist renumit (nominalizat pentru creațiile sale de două ori la Oscar) și actor francez. A colaborat frecvent cu Luis Buñuel. A fost președintele școlii La Fémis.

## Premii
- Premiul Oscar pentru cel mai bun scurt-metraj (1963) pentru Heureux Anniversaire împărțit cu Pierre Étaix

## Filmografie
- Cartea secretă (2006) – Pierre Raymond